# Adolf Fredrik Lindblad

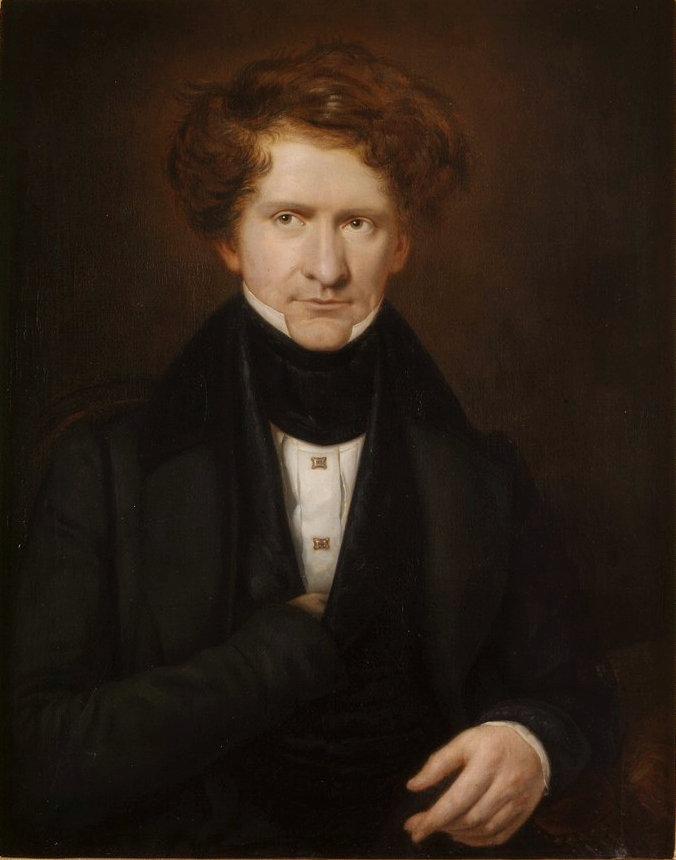
Adolf Fredrik Lindblad; por Carl Peter Mazer (1835)

Adolf Fredrik Lindblad (Skänninge, 1 de fevereiro de 1801 — Linköping, 23 de agosto de 1878) foi um compositor sueco da era romântica. Ele é conhecido principalmente por suas composições de música sueca ou lieder, das quais produziu mais de duzentas. Suas outras composições conhecidas incluem sua Sinfonia nº 1 em dó maior, Sinfonia nº 2 em ré maior e uma ópera intitulada Frondörerna (Os Rebeldes). Ele era um amigo respeitado de Felix Mendelssohn, e tinha uma relação de colaboração com a famosa soprano sueca, Jenny Lind.

## Biografia
Nascido de um “pai desconhecido” na cidade de Skänninge em 1º de fevereiro de 1801, ele passou a maior parte de sua infância com sua mãe e pai adotivo na província de Östergötland. Ele começou seus estudos em música em uma idade bastante jovem, e estudou principalmente piano e flauta. Aos quinze anos, ele ganhou reconhecimento por compor um concerto de flauta que foi executado na cidade vizinha de Norrköping em 1816.  Depois de alcançar seu primeiro sucesso composicional, Lindblad foi enviado por seu pai adotivo para trabalhar em um escritório de navegação em Hamburgo para aprender um ofício, aos dezessete anos, mas ficou apenas um ano.
Um ano após seu retorno à Suécia em 1823, Lindblad se matriculou na escola de música da Universidade de Uppsala. Enquanto em Uppsala, estudou harmonia com JC F Haeffener, e foi encorajado por Malla Silfverstolpe, uma escritora sueca e anfitriã de salão, a estudar música em Berlim por um ano com Carl Friedrich Zelter. Lá ele conheceu e estudou ao lado de Felix Mendelssohn, de dezessete anos. Os dois se tornaram amigos e frequentemente escreviam um para o outro depois que Lindblad retornou à Suécia em 1827. Em 1826, durante seu tempo em Berlim, Lindblad publicou Der Nordensaal, uma coleção de doze arranjos de canções folclóricas.
Voltando à Suécia, ele se tornou mais determinado exclusivamente na música. Além de abrir uma escola de piano, que dirigiu até 1861, Lindblad foi contratado para se tornar o instrutor de música da família real sueca. Ele se tornou o professor de música do príncipe herdeiro, Oscar I e dos filhos do rei, o príncipe Gustavus e a princesa Eugenie.
Com sua posição real proporcionando uma renda confiável, Lindblad também poderia se dedicar à composição, especialmente à música sueca ou lieder, das quais compôs mais de duzentas, ganhando os apelidos de “o Schubert sueco” e “o pai da música sueca”. Sua primeira publicação, uma coleção de canções compostas por ele e por seu professor Erik Gustaf Geijer, veio após o primeiro ano de Lindblad em Uppsala. Suas canções são descritas como genuinamente suecas sem recorrer a melodias folclóricas já existentes.
O sucesso de suas canções suecas se deve em parte à assistência de sua pupila estrela, a renomada soprano Jenny Lind, também conhecida como “o rouxinol sueco”. Ela frequentemente ajudava nas composições vocais de Lindblad, e as apresentava regularmente em salões e salas de estar.
O relacionamento colaborativo de Lindblad com Jenny Lind trouxe muitos triunfos. Por exemplo, Lindblad trouxe Jenny Lind para conhecer o famoso compositor de ópera, Giacomo Meyerbeer, enquanto ela estudava canto em Paris, precipitando seu aumento de popularidade na Alemanha e na Grã-Bretanha. Lindblad também apresentou Lind a Mendelssohn. O carinho de Lindblad e Lind um pelo outro gradualmente se tornou romântico; e eventualmente a esposa de Lindblad, Sophie, se ofereceu para deixá-lo para que ele pudesse se casar com Lind. Ele rejeitou esta oferta. Seu relacionamento romântico com Lind cessou.
Embora Lindblad fosse conhecido principalmente por seu vasto repertório de canções suecas, ele também compôs obras maiores. Em 1831, ele completou sua Sinfonia nº 1 em dó maior. O primeiro movimento da obra seria realizado naquele ano no Riddarhuset em Estocolmo. A primeira execução completa da obra ocorreu em 25 de março de 1832. No entanto, não alcançou aclamação da crítica até depois de ser executada pela Orquestra Gewandhaus em Leipzig sob a direção de Mendelssohn em 1839, uma performance que recebeu uma crítica positiva de Robert Schumann no jornal de música alemão Neue Zeitschrift für Musik. Lindblad continuou a compor obras maiores, incluindo a Sinfonia nº 2 em ré maior, dois quintetos de cordas, três sonatas para violino, sete quartetos de cordas e uma ópera, Frondörerna (Os Rebeldes).
Lindblad se esforçou para trazer legitimidade à música sueca e conseguiu fazê-lo, embora sua música tenha sido frequentemente criticada pela imprensa sueca por ser muito harmonicamente ousada. Foi só quando Ludwig Spohr de Kassel elogiou Lindblad que os críticos suecos começaram a apreciar Lindblad. No final de sua vida, ele se absteve de compor grandes obras e passou grande parte de seu tempo compondo para amigos e colegas músicos que compartilhavam um “gosto sueco contemporâneo”.  Ele morreu aos 77 anos em Linköping em 23 de agosto de 1878.

## Estilo e influências
Os estudos de Lindblad com Zelter por um ano em Berlim podem ter sido sua maior influência musical. Lindblad também parece ter sido influenciado por compositores do classicismo vienense, como Mozart, Ludwig van Beethoven e Haydn. O estilo de Lindblad, como resultado, soa muito do clássico tardio ao início do romântico, o que é particularmente aparente em sua Sinfonia nº 1 em dó maior e Sinfonia nº 2 em ré maior.
Muitos elementos da Primeira Sinfonia lembram a Eroica de Beethoven e a Primeira Sinfonia de Weber. A semelhança é ouvida especialmente na fanfarra de trompa de abertura no primeiro movimento. O uso particular da trompa no "Scherzo" também é comparável à Sinfonia Hornsignal de Haydn. O terceiro movimento, “Adagio e molto”, é descrito como tendo semelhanças com obras tardias de Mozart. No movimento final, Lindblad explora vários estilos, abrindo com uma fuga e mudando abruptamente para uma melodia lírica tocada por flautas. Um motivo também é muito semelhante ao motivo “terraço” na Nona de Beethoven.
Na Sinfonia nº 2 em Ré maior, muitas das mesmas influências podem ser encontradas apesar de ter sido composta quase 25 anos depois de sua Primeira. Lindblad emprega muitas qualidades estilísticas encontradas no final de Mozart, Haydn e Beethoven. Ao ouvir a obra, pode-se ouvir um curto uso de um motivo semelhante ao motivo de quatro notas da Quinta Sinfonia de Beethoven. O segundo movimento traz uma qualidade dançante que poderia ter sido influenciada pelos temas “walking” de Haydn com uma pitada de romantismo. Pode-se argumentar que o "Scherzo" evoca Schumann. No movimento final da Sinfonia nº 2, Lindblad expressa um apreço por Mozart citando a ária de Cherubino de Le nozze di Figaro.
O estilo de orquestração de Lindblad foi elogiado como excelente, apesar de Lindblad não ser conhecido por ter estudado seriamente a técnica de orquestração adequada.
O estilo de música de Lindblad pode ser comparado aos estilos lieder de Schubert, Schumann e Brahms, pois muitas das músicas de Lindblad são “estróficas ou construídas em um padrão de duas estrofes contrastantes que retornam mais ou menos variadas”. No entanto, Lindblad compôs de uma maneira que fez a música se destacar dessas outras tradições lieder. Sem recorrer a melodias folclóricas tradicionais suecas como base para suas canções, ele foi capaz de colori-las de uma maneira que é descrita como genuinamente sueca. Lindblad é creditado como o inovador do “estilo sueco” de música. Interpretar lieder sueco de uma maneira que soe fiel ao estilo exige uma certa atenção às nuances da linguagem e à interpretação.

## Lista de obras

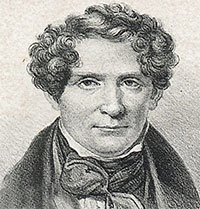
Adolf Fredrik Lindblad. Litografia, 1847

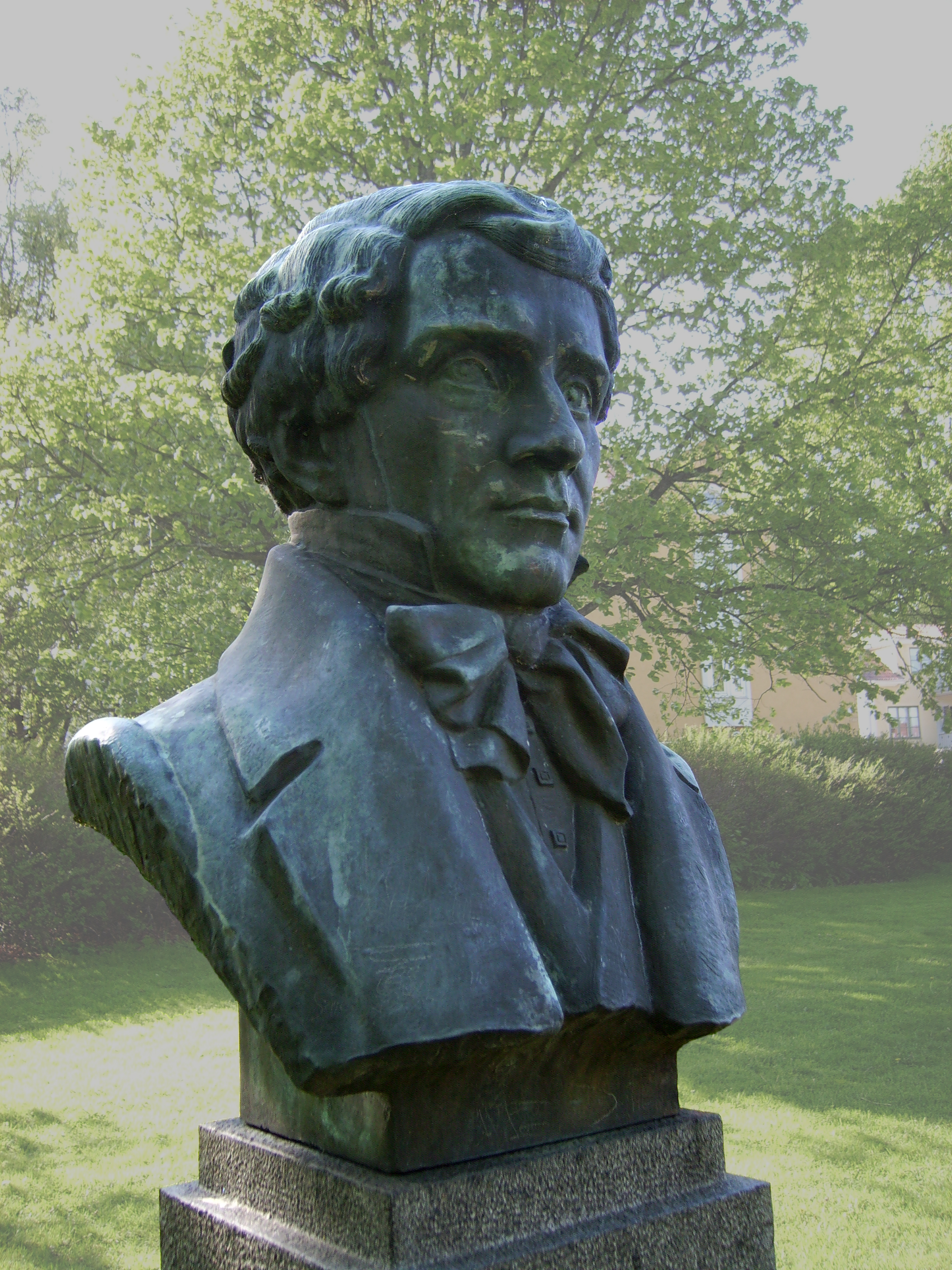
Estátua de Adolf Fredrik Lindblad em Skänninge

### Trabalhos vocais

#### Músicas solo
- Erster Verlust (Primeira Perda) (Johann Wolfgang von Goethe), 1824
- Bröllopsfärden (Viagem de casamento) (AF Lindblad), 1836
- Nära (Nigh) (AF Lindblad)
- Jungfrun i lunden (Virgem no Bosque)
- Apelgården (Jardim da Maçã)
- Sor (Lugo)
- På berget (Na montanha)
- Eu dalen (No vale)
- Aftonen (Noite) (Erik Johan Stagnelius)
- Mån tro? Jô, Jô! (Talvez? Sim Sim!) (AF Lindblad)
- Buch der Lieder (Heinrich Heine), década de 1860
  - 1. Sie haben heut' abend Gesellschaft (Você tem esta noite Sociedade)
  - 2. Wie kannst du ruhig schlafen (Como você pode dormir tranquilamente)
  - 3. So hast du ganz und gar vergessen (Então você esqueceu completamente)
  - 4. Ja, du bist elend und ich grolle nicht (Sim, você é miserável e eu não reclamo)
  - 5. Wir haben viel für einander gefühlt (Sentimos muito um pelo outro)
  - 6. Lieb Liebchen, leg's Händchen aufs Herze (Querida, suas mãozinhas no meu coração)
  - 7. Morgens steh' ich auf und frage (De manhã eu me levanto e pergunto)
  - 8. Still ist die Nacht, es ruhen die Gassen (Ainda é a noite, lá estão as ruas)
  - 9. Der Asra (O Asra)
- En sommarmorgon (Uma manhã de verão)
- En sommardag (Um dia de verão)
- En sommarafton (Uma noite de verão)
- Höstkvällen (noite de outono), (Johan Ludvig Runeberg), 1847
- Svanvits sång (A Canção do Cisne), (Per Daniel Amadeus Atterbom), 1822
- Nattviolen (Violeta da Noite), (Urban von Feilitzen)
- Nattväktarsång (canção do cão de guarda noturno)
- Den skeppsbrutne (O náufrago)
- Sotargossen (garoto limpador de chaminés), 1836
- Gubben vid vägen (O velho na estrada), 1838
- Krigsinvaliden (Guerra inválida)
- Skjutsgossen på hemvägen (Empurrou o menino a caminho de casa), 1838
- En dagakarls visa (Visão de um homem de um dia), 1844
- Slåttervisa (display de corte), 1844
- En ung flickas morgonbetraktelse (Reflexão matinal de uma jovem)
- Hon skriver (Ela escreve), 1845
- Stryknings-visa (Um show de engomar), (Thekla Knös), 1856
- Den flitiga handen (A mão diligente), (Thekla Knös), 1856
- Am Aarensee (Em Aarensee)
- Der schlummernde Amor (O amor adormecido)
- A une femme (Uma mulher)
- Saknad (Desaparecido)
- Illusion (Ilusão)
- Nio smärre sånger (Nove canções menores), 1851
  - Eu höet (No feno)
  - Bedragen väntan (espera traída)
- Sånger (Canções), 1844
  - Föresats (Propósito)
  - Hjärtats vaggsång (Canção de ninar do coração)
  - Mitt liv (Minha vida) (Johan Ludvig Runeberg)
  - Som mörka bäcken rinner (À medida que as correntes escuras fluem) (Per Daniel Amadeus Atterbom)
  - Vårbetraktelser sob sjukdom (Durante a doença) (Jacob Frese)
  - Till Sophie (Para Sophie)
  - Fåfäng varning (Aviso em vão)

#### Quartetos, trios e duetos
- Drömmarne (Dream), ciclo de canções para coro misto e piano (texto: AF Lindblad após Thekla Knös), 1851
  - De till dalens hyddor smyga (as cabanas do vale para se esgueirar)
  - Lärkan i skyn (Cotovia no céu)
  - Med en barnbön på sin mun (Com uma oração infantil na boca)
  - Och drömmar nu gå (E os sonhos agora vão)
  - Stilla på himlen molnen de segla (Ainda no céu as nuvens a vela)
  - Till den gamles bädd de gå (para a cama do velho eles vão)
  - Ännu en dröm (Ainda um sonho)
- Om winterqväll (noite de inverno), ciclo de canções para coro misto e piano (texto: AF Lindblad), realizado pela primeira vez 1845
  - Väl sommar'n flytt (Bem, a transferência de verão)
  - En vårdag: Giv akt! Nu kommer vår'n (Um dia de primavera: Atenção!)
  - En vårdag: Fast isen täckt floder och sjöar (Um dia de primavera: rios e lagos cobertos de gelo sólido)
  - En vårdag: En fiskare jag ser... (Um dia de primavera: um pescador que vejo...)
  - En Sommarmorgon (Uma manhã de verão)
  - En sommarafton: Över skogen, över sjön (Uma noite de verão: sobre a floresta, o lago)
  - En sommarafton: Men solen länge re'n (Uma noite de verão: Mas o sol é longo)
  - En sommarafton: Det rinner strömmar många (A Summer Evening: The flowing streams many)
  - En sommarafton: Och nu, deus natt! (Uma noite de verão: E agora, boa noite!)
  - Herden leder hemåt hjordens... (O pastor conduz o rebanho de volta para casa...)

### Obras instrumentais

#### Orquestral
- Sinfonia nº 1 em dó maior
- Sinfonia nº 2 em ré maior

#### Música de câmara
- Sonata para violino nº 1 em sol maior, op. 9
- Sonata para violino nº 2 em ré maior, op. 11
- Sonata para violino nº 3 em Mi bemol maior
- Trio em sol menor para piano, violino e viola, op. 10
- Quarteto de cordas nº 1 em sol maior
- Quarteto de cordas nº 2 em si maior
- Quarteto de cordas nº 3 em dó maior
- Quarteto de cordas nº 4 em si menor
- Quarteto de cordas nº 5 em fá maior
- Quarteto de cordas nº 6 em lá bemol maior.
- Quarteto de cordas nº 7 em lá maior (final perdido)
- Quarteto de cordas nº 8 em fá maior (somente o primeiro movimento é preservado)
- Quarteto de cordas nº 9 em sol maior
- Quarteto de cordas nº 10 em dó maior
- Quinteto de cordas nº 1 em lá maior, (realizado em 1829)
- Quinteto de cordas nº 2 em fá maior (realizado em 1885)

### Ópera
- Frondörerna (Os rebeldes)